# Foreyia
Foreyia maxkuhni
Genre
Espèce
Foreyia est un genre éteint de cœlacanthes, connu à partir de spécimens trouvés dans les Alpes grisonnes en Suisse, et vieux d'environ 240 millions d'années, soit du Trias moyen. Une seule espèce est rattachée au genre, Foreyia maxkuhni, décrite par Lionel Cavin (d) et son équipe en 2017.

## Taxinomie et systématique

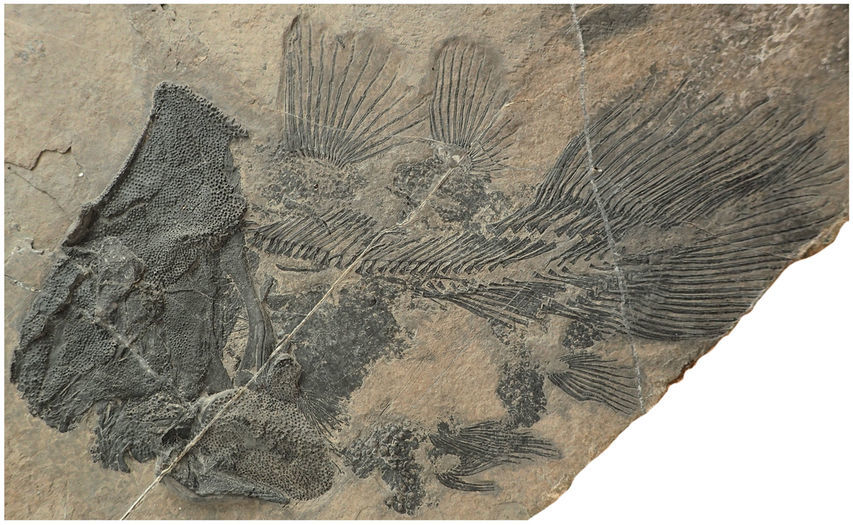
Photographie de l'holotype.

Le genre Foreyia et l'espèce Foreyia maxkuhni ont été décrits en 2017 par les paléontologues suisses Lionel Cavin (d), Bastien Mennecart (d), Christian Obrist (d), Loïc Costeur (d) et Heinz Furrer (d), du muséum d'histoire naturelle de Genève, du musée d'histoire naturelle de Bâle et de l'institut de paléontologie de l'université de Zurich où est déposé le matériel type.
L'holotype est un spécimen entier et un paratype comprend la tête et la queue.
Une analyse cladistique montre que la morphologie de Foreyia le rapproche du genre Ticinepomis.

## Description
La morphologie de Foreyia maxkuhni est qualifiée d'« étrange » par les descripteurs de l'espèce. Il possède une tête spectaculaire en forme de dôme dans la région occipitale, avec un corps étonnamment raccourci (17 vertèbres abdominales) et une très petite bouche,.

## Étymologie
Le nom de genre, Foreyia, rend hommage au paléontologue britannique spécialiste des poissons Peter Lawrence Forey (d) (1945-2016), et le nom d'espèce, maxkuhni est dédié à Max Kuhn, qui a préparé de nombreux spécimens de fossiles, dont le matériel type.

## Publication originale
- (en) Lionel Cavin, Bastien Mennecart, Christian Obrist, Loïc Costeur et Heinz Furrer, « Heterochronic evolution explains novel body shape in a Triassic coelacanth from Switzerland », Scientific Reports, Macmillan Publishers et NPG, vol. 7, no 1,‎ 20 octobre 2017, p. 13695 (ISSN 2045-2322, OCLC 732869387, PMID 29057913, PMCID 5651877, DOI 10.1038/S41598-017-13796-0, lire en ligne).